# Remigio Armando Caula y Abad
Armado Remigio Caula  y Abad (Santiago de Compostela, 18 de noviembre de 1828 a 1895), fue un poeta, escritor, dramaturgo y maestro español.

## Biografía

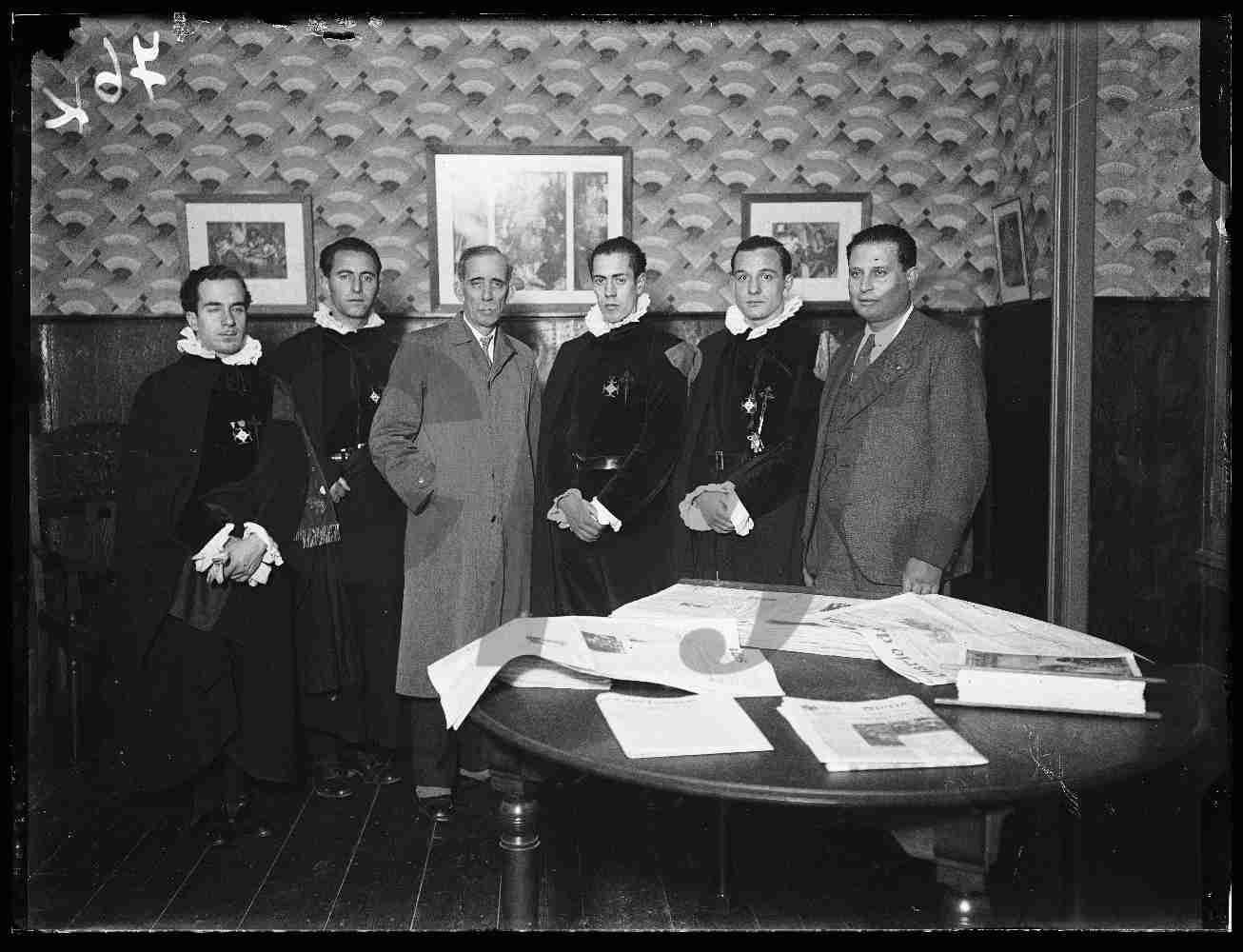
Los alumnos de Santiago de Compostela, em O Século. Identificados: Remigio Caula, Jesús Caamano, Gustavo de Matos Sequeira, Javier Vaamonde, José Fondo, Alejo Carrera.

Se formó en derecho en la Universidad de Santiago de Compostela, ejerciendo la profesión de abogado. Amante de las letras, se dedicó a la poesía, y en especial al arte dramático. En el año 1847, el joven escribió un drama, llamado Aniversario, que fue escenificado en el Liceo de Santiago en 1847. Hecho interesante es aparecer documentos históricos apuntando a su fábrica de velas desde 1841.
Al mudarse a Madrid, presentó al Instituto de Teatro un nuevo drama, que se estrenó en 1851. Escribió en varias revistas de Madrid, además de publicar varios dramas, ocupó cátedra en la Universidad de Santiago.
Una parte de su vasto trabajo, fue hacer traducciones, destacándose la de La Novia de Abidos de Lord Byron, esto para El Museo Universal en 1869. 
- Oficial Interventor de la Administración Depositaría de Santiago, provincia de La Coruña.[5]

- Oficial de 5ª clase de la Hacienda Pública de la Administración Subalterna de Santiago.[6]

## Revistas
- La Moda Elegante Ilustrada
- Galicia Humorista
- La Opinión Pública
- El País
- Semanario Popular
- El Porvenir

## Libros
- Aniversario,
- Luchas de Amor y Deber, (1851),[7]
- Una Boda en el Brasil, (1872),[8]
- Triste Ejemplo, (1878),[9]
- Cantares Espanoles, (1884),[10]